# Dean Huijsen
Pour les articles homonymes, voir Huijsen.
Dean Huijsen, né le 14 avril 2005 à Amsterdam (Pays-Bas), est un footballeur international espagnol qui évolue au poste de défenseur central au Real Madrid.

## Biographie
Né à Amsterdam,, Dean Huijsen déménage à Marbella, en Espagne, avec sa famille dès l'âge de cinq ans,,. Il est le fils de Macha Wijsmuller et Donny Huijsen (nl), ancien joueur prometteur du Jong Ajax avec une carrière professionnelle entre Eredivisie et Eerste Divisie, écourtée par des déboires extra-sportifs,. Dean a pris la nationalité espagnole en février 2024.

### En club
Ayant commencé à jouer au Costa Unida CF de Marbella, Dean Huijsen intègre ensuite le centre de formation du Malaga CF à l'âge de dix ans,.
Particulièrement en vue au poste de défenseur central dans les équipes de jeunes — faisant même ses premières apparitions avec l'équipe première qui évolue en deuxième division espagnole — il reçoit des propositions de contrat de grands clubs espagnols, tels que le Séville FC, le Real Madrid ou dans une moindre mesure le FC Barcelone,,,.
Mais c'est finalement à la Juventus, en Italie, qu'il signe son premier contrat professionnel à l'été 2021,,. Il est ainsi lié au club turinois jusqu'en 2024, rejoignant initialement l'effectif des moins de dix-sept ans.
Dean Huijsen impressionne dans l'académie piémontaise, notamment par la présence physique qu'il fait peser sur l'attaque adverse, mais aussi par le nombre important de buts qu'il marque, comme c'était déjà le cas à Malaga, où il avait déjà terminé meilleur buteur de ses équipes de jeunes,. Auteur de sept buts en dix-huit matchs de championnat des moins de dix-sept ans lors de sa première saison,, il monte en équipe des moins de dix-neuf ans avec qui il inscrit six buts en quatorze rencontres entre août et novembre 2022.
Convié à s'entraîner en équipe première par Massimiliano Allegri, Dean Huijsen est également utilisé pour la première fois avec le groupe professionnel lors de matchs amicaux contre le Standard de Liège et Rijeka en décembre 2022, il est alors âgé de dix-sept ans. C'est à ce même âge qu'il est promu en équipe réserve de la Juventus, la Juventus Next Gen (en), en janvier 2023. En juin 2023, il signe un nouveau contrat de quatre ans avec le club italien.
Le 22 octobre 2023, Huijsen participe à sa première rencontre avec l'équipe première de la Juventus en entrant en cours de jeu lors d'un match de Serie A entre l'AC Milan et la Juventus (0-1 pour la Juventus). Il s'agit de sa seule apparition sous les couleurs de la Juve en match officiel. Le 6 janvier 2024, Huijsen est cédé en prêt à l'AS Rome pour une durée de six mois. Le défenseur inscrit deux buts en quatorze matchs avant de retourner à Turin à l'issue de la saison.[réf. nécessaire]

#### AFC Bournemouth
Le 30 juillet 2024, Dean Huijsen s'engage avec l'AFC Bournemouth en paraphant un contrat de six ans, soit jusqu'en juin 2030,.
Le 17 août 2024, il dispute son premier match avec son nouveau club en étant titularisé face à Nottingham Forest en Premier League (match nul, 1-1).[réf. nécessaire] Le 5 décembre 2024, il inscrit son premier but avec ses nouvelles couleurs contre le Tottenham Hotspur (victoire, 1-0).[réf. nécessaire]
Dean Huijsen s'installe en tant que titulaire dans la défense centrale des Cherries en première partie de saison 2024-2025, ses bonnes performances lui valant d'être nommé pour le titre de meilleur joueur du mois de Premier League en janvier 2025.

#### Real Madrid
Le 17 mai 2025, Dean Huijsen s'engage avec le Real Madrid et paraphe un contrat de cinq ans, soit jusqu'en juin 2030,,. Le montant de son transfert est estimé à 58 millions d'euros, montant de sa clause libératoire,. Disponible à partir du 1er juin 2025, il pourra disputer la Coupe du monde des clubs de la FIFA avec les Merengues.[réf. nécessaire]

### En sélection nationale
Dean Huijsen est international néerlandais en équipe de jeunes dès les moins de 16 ans. En avril 2022, il est sélectionné avec l'équipe de Pays-Bas des moins de 17 ans pour l'Euro 2022,. Titulaire en défense centrale lors de la compétition continentale, il permet à son équipe — avec deux buts, contre la Pologne et la France — de finir premiers de leur groupe.
Les Pays-Bas se qualifient ensuite pour la finale du tournoi, après avoir battu l'Italie 2-1 en quarts de finale, puis avec une victoire aux tirs au but face à la Serbie en demi-finale (avec une réalisation de Huijsen), à la suite d'un score de 2-2 à la fin du temps réglementaire.
Huijsen porte le maillot des Pays-Bas jusqu'en moins de 19 ans avant d'obtenir son passeport espagnol en février 2024. Le mois suivant, il est convoqué pour la première fois en équipe d'Espagne espoirs. Le 21 mars 2024, il joue son premier match sous le maillot des espoirs espagnols face à la Slovaquie.
Il honore sa première sélection avec La Roja lors du quart de finale de la Ligue des nations face aux Pays-Bas en remplaçant Pau Cubarsí à la 41e minute de jeu (match nul 2-2). Le match se jouant à Rotterdam, il est sifflé par le public néerlandais pour avoir opté pour la sélection espagnole.
Lors d’une interview accordée au youtubeur Papa Pincus, il explique avoir changé de nationalité sportive tout simplement parce qu’il se sent espagnol : « L’Espagne, c’est ma maison. »

## Style de jeu
Défenseur central, il se distingue très tôt par son physique imposant (déjà 1,97 m en U17),, il est également un buteur prolifique en équipes de jeunes,, à l'image d'un père avant-centre, autant par son jeu de tête qu'en transformant régulièrement des pénaltys,.
Comparé à Matthijs de Ligt,,, il cite en revanche Virgil van Dijk comme son modèle au poste de central.

## Statistiques

### En club
| Saison                | Club                  | Championnat           | Championnat | Championnat | Championnat | Coupe nationale | Coupe nationale | Coupe nationale | Coupe de la Ligue | Coupe de la Ligue | Coupe de la Ligue | Coupe du monde des clubs | Coupe du monde des clubs | Coupe du monde des clubs | Total | Total | Total |
| Saison                | Club                  | Division              | M.          | B.          | P.d.        | M.              | B.              | P.d.            | M.                | B.                | P.d.              | M.                       | B.                       | P.d.                     | M.    | B.    | P.d.  |
| 2023-2024             | Juventus FC           | Serie A               | 1           | 0           | 0           | 0               | 0               | 0               | -                 | -                 | -                 | -                        | -                        | -                        | 1     | 0     | 0     |
| 2023-2024             | AS Rome (prêt)        | Serie A               | 13          | 2           | 0           | 1               | 0               | 0               | -                 | -                 | -                 | -                        | -                        | -                        | 14    | 2     | 0     |
| 2024-2025             | AFC Bournemouth       | Premier League        | 32          | 3           | 2           | 3               | 0               | 0               | 1                 | 0                 | 0                 | -                        | -                        | -                        | 36    | 3     | 2     |
| 2024-2025             | Real Madrid           | Liga                  | -           | -           | -           | -               | -               | -               | -                 | -                 | -                 | 5                        | 0                        | 0                        | 5     | 0     | 0     |
| 2025-2026             | Real Madrid           | Liga                  | -           | -           | -           | -               | -               | -               | -                 | -                 | -                 | -                        | -                        | -                        | 0     | 0     | 0     |
| Sous-total            | Sous-total            | Sous-total            | 0           | 0           | 0           | 0               | 0               | 0               | 0                 | 0                 | 0                 | 5                        | 0                        | 0                        | 5     | 0     | 0     |
| Total sur la carrière | Total sur la carrière | Total sur la carrière | 46          | 5           | 2           | 4               | 0               | 0               | 1                 | 0                 | 0                 | 5                        | 0                        | 0                        | 56    | 5     | 2     |

### En sélection nationale
| Saison                | Sélection             | Phases finales              | Phases finales | Phases finales | Phases finales | Éliminatoires CDM | Éliminatoires CDM | Éliminatoires CDM | Éliminatoires EURO | Éliminatoires EURO | Éliminatoires EURO | Ligue Nations UEFA | Ligue Nations UEFA | Ligue Nations UEFA | Matchs amicaux | Matchs amicaux | Matchs amicaux | Total | Total | Total |
| Saison                | Sélection             | Compétition                 | M              | B              | Pd             | M                 | B                 | Pd                | M                  | B                  | Pd                 | M                  | B                  | Pd                 | M              | B              | Pd             | M     | B     | Pd    |
| --------------------- | --------------------- | --------------------------- | -------------- | -------------- | -------------- | ----------------- | ----------------- | ----------------- | ------------------ | ------------------ | ------------------ | ------------------ | ------------------ | ------------------ | -------------- | -------------- | -------------- | ----- | ----- | ----- |
| 2024-2025             | Espagne               | Ligue des nations 2024-2025 | 1              | 0              | 0              | -                 | -                 | -                 | -                  | -                  | -                  | 2                  | 0                  | 1                  | -              | -              | -              | 3     | 0     | 1     |
| Total sur la carrière | Total sur la carrière | Total sur la carrière       | 1              | 0              | 0              | -                 | -                 | -                 | -                  | -                  | -                  | 2                  | 0                  | 1                  | -              | -              | -              | 3     | 0     | 1     |

## Palmarès

### En sélection nationale
- Pays-Bas -17 ans
  - Finaliste du Championnat d'Europe en 2022.
  - 🇪🇦 Espagne senior
  - Finaliste de la ligue des Nations en 2025